# Mieczysław Filipowicz
Mieczysław Filipowicz (ur. 23 stycznia 1905, zm. 18 grudnia 1991) – polski inżynier budownictwa okrętowego.

## Historia
Ukończył Wydział Mechaniczny Szkoły Technicznej w Krasnodarze. Od 1922 do 1925 r. pracował w Szkole Rzemieślniczej w Kazimierzu Dolnym, od 1925 r. - w Biurze Konstrukcyjnym Warsztatów Flotylli Pińskiej. Od 1929 r. był konstruktorem w Warsztatach Portowych Marynarki Wojennej (WPMW). W latach 1934–1936 nadzorował budowę stawiacza min ORP Gryf w stoczni Chantiers et Ateliers Augustin Normand w Le Havre. W kolejnych latach jako zastępca szefa Biura Konstrukcyjnego brał udział w projektowaniu niszczycieli Orkan i Huragan. W 1929 r. został komendantem założonej przez siebie drużyny straży pożarnej przy (WPMW). Działał także w Lidze Morskiej i Kolonialnej, Stowarzyszeniu Polsko-Francuskim i Kulturalno-Oświatowym Towarzystwie Bałtyk z siedzibą w Pucku.
W obronie Wybrzeża w 1939 r. uczestniczył w konstruowaniu pancerza dla pociągu pancernego Smok Kaszubski. Został aresztowany przez hitlerowców 15 września 1939 r. i uwięziony w obozie koncentracyjnym Stutthof. Od marca 1940 r. do marca 1941 r. przebywał w jego podobozie w Elblągu, wykonując prace ziemne, budowlane i w stoczni Schichau-Werke. W połowie 1941 r. został zwolniony ze Stutthofu i wyjechał do Generalnego Gubernatorstwa. Prawdopodobnie w tym okresie współpracował z wywiadami aliantów zachodnich. W 1945 r. jako członek Morskiej Grupy Operacyjnej przejmował od Rosjan stocznię Schichau'a w Elblągu. Od 1945 do lutego 1946 r. był dyrektorem Stoczni nr 16 w Elblągu, następnie do maja 1948 r. - dyrektorem technicznym Stoczni nr 12 i 13 w Gdyni. Następnie pracował w Stoczni Marynarki Wojennej. W 1950 r. otrzymał dyplom inżyniera budownictwa okrętowego na Politechnice Gdańskiej. Pracował przy remontach i modernizacji niszczycieli ORP Błyskawica, Burza, Grom oraz okrętów podwodnych. Wykładał okrętownictwo w Oficerskiej Szkole Marynarki Wojennej i Szkole Budownictwa Okrętowego. Napisał podręczniki Trasowanie okrętów, Kompas żyroskopowy i Technologia napraw okrętów (praca zbiorowa).
Przeszedł na emeryturę w 1970 r. Nadal udzielał się w Polskim Towarzystwie Nautologicznym, Towarzystwie Wiedzy Powszechnej i Kole Starych Gdynian. Wspomnienia zawarł w książce „Ludzie, stocznie i okręty”.
Pochowany wraz z żoną, Wiktorią z d. Chełską (11 kwietnia 1909 – 2 czerwca 1978) na oksywskim cmentarzu w Gdyni.

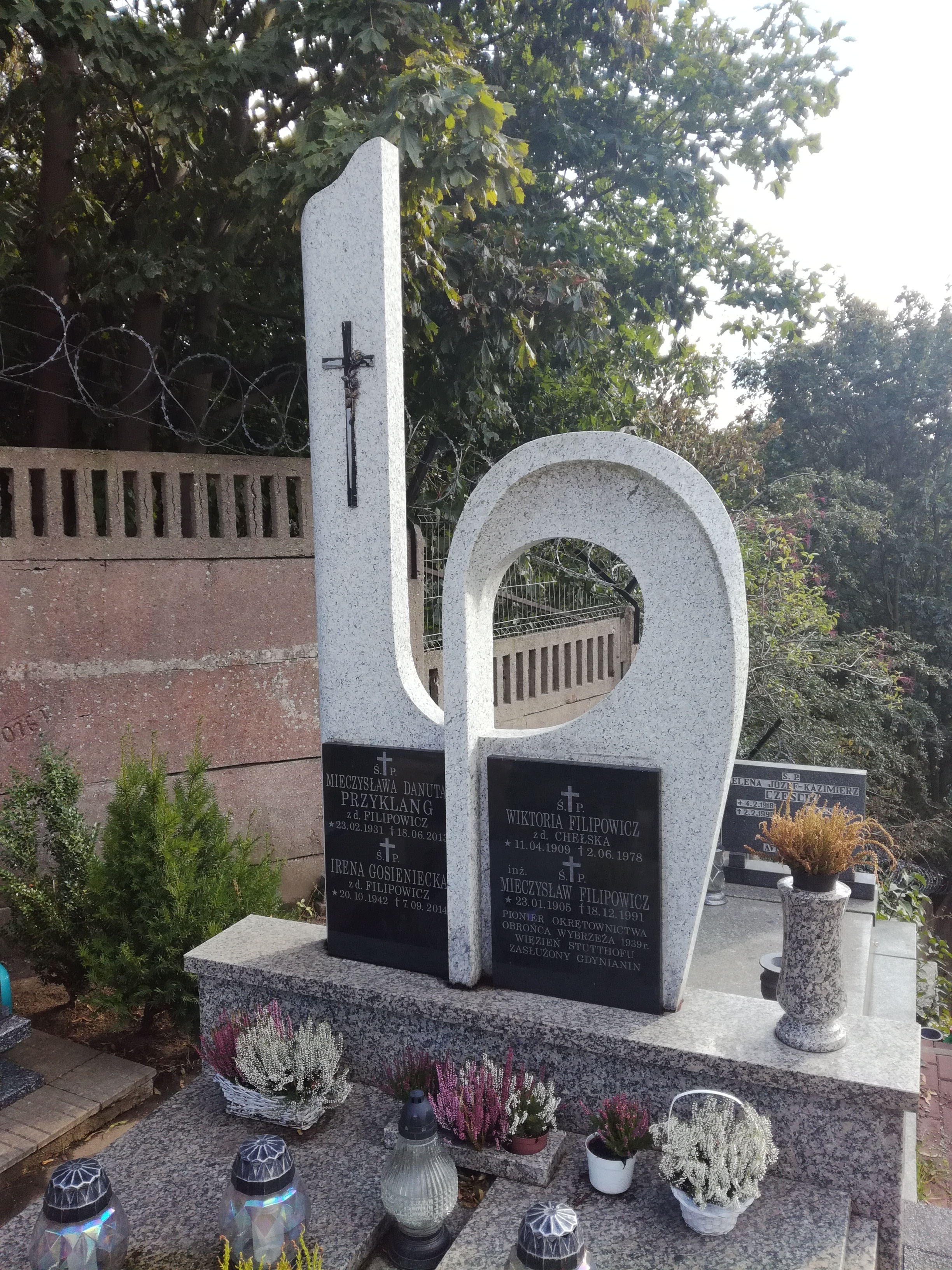
Grób inż. Mieczysława Filipowicza na cmentarzu parafialnym w Gdyni-Oksywiu